# 战斗直升机
《战斗直升机》是一款由Crux公司制作、太东公司发行的纵向卷轴游戏。本游戏于1984年在街机首发，1986年3月在FC游戏机发行。
玩家控制着一个战斗直升机，需要对敌方物体进行射击。其中A键为射击地面物体，B键为射击空中物体。